# The Games
The Games is een Britse reality-sportshow die vier seizoenen lang werd uitgezonden op Channel 4. Tien beroemdheden namen het tegen elkaar op door olympische sporten te beoefenen, zoals gewichtheffen, gymnastiek en duiken. Aan het einde van de serie werden de deelnemers met de meeste punten in elke ronde beloond met een gouden, zilveren of bronzen medaille.
De serie werd in mei 2022 nieuw leven ingeblazen door ITV, gepresenteerd door Holly Willoughby en Freddie Flintoff.